# غريغوري بريسيادو
غريغوري بريسيادو (بالإنجليزية: Gregory Preciado)‏ هو لاعب كرة قدم أمريكي في مركز الدفاع، ولد في 18 يناير 1983 في والا والا في الولايات المتحدة. لعب مع Dayton Dutch Lions ‏.